# ブルック (フリゲート)
|          | |
| 艦歴     | |
| 発注     | 1962年1月4日 |
| 起工     | 1962年12月19日 |
| 進水     | 1963年7月19日 |
| 就役     | 1966年3月12日 |
| 退役     | 1988年9月16日 |
| その後   | パキスタン海軍に移管 |
| 除籍     | 1994年1月2日 |
| 性能諸元 | |
| 排水量   | 5,400トン |
| 全長     | 390 ft |
| 全幅     | 44 ft |
| 吃水     | 14 ft 6 in (4.4 m) |
| 機関     | フォスター・ホイーラー缶 2基 ウエスチングハウス式ギアード・タービン 1基 |
| 最大速   | 27.2ノット (50.4 km/h) |
| 航続距離 | 4,000海里 (7,000 km) |
| 乗員     | 士官14名、兵員214名 |
| 兵装     | 12.7cm単装両用砲 (Mk3) 1基 ターターミサイル単装発射機 (Mk22) 1基（ミサイル搭載数16発） アスロック対潜ロケット8連装発射機 (Mk16) 1基 45.3cm連装対潜魚雷発射機1基 32.4cm3連装魚雷発射管 (Mk32) 2基 |
| 搭載機   | LAMPSヘリ1機 |
| モットー | Prima et Optima (First and Finest) |

ブルック (USS Brooke, FFG-1) は、アメリカ海軍のミサイルフリゲート。ブルック級ミサイルフリゲートの1番艦。艦名はジョン・マーサー・ブルックに因む。

## 艦歴
ブルックは1962年12月19日にワシントン州シアトルのロッキード・シップビルディング社で起工する。1963年7月19日に進水し、1966年3月12日に就役した。当初は DEG-1 （ミサイル護衛艦）と指定されたが、1975年に FFG-1 （ミサイルフリゲート）に艦種変更された。
就役後は太平洋艦隊に所属し、カリフォルニア州サンディエゴを母港とした。
ブルックは1988年に退役し、1989年2月1日にパキスタン海軍に移管された。カイバル (Khaibar) と改名され活動した後、1993年11月14日にアメリカ海軍に返還され、1994年3月29日にスクラップとして売却された。